# Chauncey Morehouse
Chauncey Morehouse (* 11. März 1902 in Niagara Falls; † 3. November 1980 in Medford (New Jersey)) war ein US-amerikanischer Jazz-Schlagzeuger.

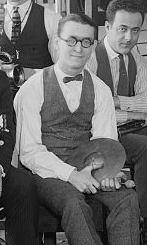
Morehouse in den 1920er Jahren im Orchester von Paul Specht

Er wuchs in Chambersburg in Pennsylvania auf und lernte Schlagzeug, Klavier und Banjo. Mit seinem Vater spielte er in Stummfilmkinos. Auf der High School hatte er eine eigene Band (Versatile Five, 1919); von 1920 bis 1923 spielte er im Orchester von Paul Specht, mit dem er 1923 in Europa tourte (London), und gehörte der aus Musikern seines Orchesters gebildeten Band The Georgians von Specht an. Mit diesen nahm er auf „Land of Cotton Blues“ das vermutlich erste auf Platte eingespielte Jazz-Schlagzeugsolo auf. Von 1924 bis 1927 war er Mitglied des Orchesters von Jean Goldkette, 1927 der kurzlebigen Band von Adrian Rollini und 1928/29 bei Don Vorhees. Ab 1929 war er Studiomusiker bei Radio und Fernsehen in New York City. Erst in den 1970er Jahren wandte er sich wieder dem Jazz zu und spielte auf dem Tribute to Bix Konzert des Newport Jazz Festival in der Carnegie Hall und auf dem Bix Memorial Festival in Davenport.
Er nahm mit Goldkette, Frankie Trumbauer, den Dorsey-Brüdern, Bix Beiderbecke, Red Nichols, Miff Mole, Irving Mills, Hoagy Carmichael und Joe Venuti auf.
Morehouse entwickelte auch eigene Schlagzeuge und Trommeln, die bei der Leedy Drum Company hergestellt wurden. Beispielsweise spielte er 1938 in eigener Band mit chromatisch aufeinander abgestimmter Perkussion. Er nahm 1937 und 1938 unter eigenem Namen auf.